# Чжао Чжіцянь
Чжао Чжіцянь (赵之谦, 9 липня 1829 — 1 жовтня 1884) — китайський художник та каліграф часів династії Цін.

## Життєпис
Народився 1829 року в м. Шаосін (провінція Чжецзян). У 1859 році склав провінційальні іспити. З початком наступу в 1860 році тайпінів на провінцію Чжецзян Чжан Чжіцянь вимушений був перервати державну службу. В ті часи Чжао Чжіцян багато переїжджав з місця на місце, намагаючись якось заробляти па життя. Він побував у Юнцзі, Веньчжоу, Фучжоу. Шанхаї, Тяньцзи та Пекіні. Пізніше він кілька разів призначався на посаду судді в Цзянсу. Чжао Чжіцянь помер у 1884 році, коли ще обіймав посаду в Наньчані.

## Творчість
Чжао Чжіцянь був відомий не тільки як живописець, але як каліграф і майстер епіграфіки. В його картинах, що зображують квіти і птахів поєднувалася техніка Цзінь Нуна і Лі Шаня, а також навички, почерпнуті ним з каліграфії та епіграфіки. Стиль Чжао відрізнявся правдивістю і ґрунтовністю. Лінії переконливі, а колірна палітра багата і прекрасна.